# Loire (navire, 1827)
 (septembre 2023).
La mise en forme du texte ne suit pas les recommandations de Wikipédia : il faut le « wikifier ».
Les points d'amélioration suivants sont les cas les plus fréquents. Le détail des points à revoir est peut-être précisé sur la page de discussion.
- Les titres sont pré-formatés par le logiciel. Ils ne sont ni en capitales, ni en gras.
- Le texte ne doit pas être écrit en capitales (les noms de famille non plus), ni en gras, ni en italique, ni en « petit »…
- Le gras n'est utilisé que pour surligner le titre de l'article dans l'introduction, une seule fois.
- L'italique est rarement utilisé : mots en langue étrangère, titres d'œuvres, noms de bateaux, etc.
- Les citations ne sont pas en italique mais en corps de texte normal. Elles sont entourées par des guillemets français : « et ».
- Les listes à puces sont à éviter, des paragraphes rédigés étant largement préférés. Les tableaux sont à réserver à la présentation de données structurées (résultats, etc.).
- Les appels de note de bas de page (petits chiffres en exposant, introduits par l'outil «  Source ») sont à placer entre la fin de phrase et le point final[comme ça].
- Les liens internes (vers d'autres articles de Wikipédia) sont à choisir avec parcimonie. Créez des liens vers des articles approfondissant le sujet. Les termes génériques sans rapport avec le sujet sont à éviter, ainsi que les répétitions de liens vers un même terme.
- Les liens externes sont à placer uniquement dans une section « Liens externes », à la fin de l'article. Ces liens sont à choisir avec parcimonie suivant les règles définies. Si un lien sert de source à l'article, son insertion dans le texte est à faire par les notes de bas de page.
- La présentation des références doit suivre les conventions bibliographiques. Il est recommandé d'utiliser les modèles {{Ouvrage}}, {{Chapitre}}, {{Article}}, {{Lien web}} et/ou {{Bibliographie}}. Le mode d'édition visuel peut mettre en forme automatiquement les références.
- Insérer une infobox (cadre d'informations à droite) n'est pas obligatoire pour parachever la mise en page.

Pour une aide détaillée, merci de consulter Aide:Wikification.
Si vous pensez que ces points ont été résolus, vous pouvez retirer ce bandeau et améliorer la mise en forme d'un autre article.
Pour les articles homonymes, voir Loire (homonymie).
La Loire est un navire de transport mixte de classe Hercule de la marine nationale française. 

## Caractéristique techniques
Vaisseau de 100, transformé en mixte sur cale par décision de 1852, construit d'après les plans de Masson. C'était un trois-mâts à voiles et à hélice avec une coque en bois qui fut doté d'un blindage de bordé de 20 cm d'épaisseur.
Il mesurait 62,86 mètres de long sur 16,84 mètres et 8,04 mètres, déplaçant en 1872 4 450 tonneaux, et atteignant une vitesse de 10 nœuds avec une machine Schneider de 650 chn alimentée par 548 tonnes de charbon. Sa voilure représentait une superficie de 2 710 m2
Ses caractéristiques changèrent au fil du temps:
- Annibal : vaisseau à voiles de 100c de 2e rang (plan de la commission de 1824, 1827-1852,
- Prince Jérôme: vaisseau mixte de 82c de 2e rang 1852-1872. Puissance nominale ramenée à 530 ch en 1865-1870.
- Loire: transport à voiles 1872-1893.Elle  mesurait 62,50 x 17 x 7,78 (c.8,20) hauteur batteries 2 mètres et en 1852, elle ne mesurait plus que 62,50 mètres de long x 17 x 7,62 mètres. De 4 560 tonnes, en 1852, elle passe à 4 450 tonnes en 1872. L'artillerie et la machine sont débarqués, et l'ancienne mâture est remplacée par un gréement plus léger, avec l'installation d'une nouvelle artillerie et ses munitions.. La dunette est agrandie, ainsi que la construction d'une teugue à l'avant du vaisseau pour y loger une partie de l'équipage. Installations de bouteilles latérales en dehors de la coque. Dans la batterie haute un poste à l'avant pour le reste de l'équipage et d'une prison pour 350 détenus avec une infirmerie les séparant. Les passagers libres étant logés dans les aménagements du faux-pont[Note 1]

### Équipage
Équipage réduit : 140 hommes ,
Équipage au complet : 883 hommes et en 1872  un effectif de 400 hommes, puis en 1876 de 409 hommes ,

## Histoire
Mis sur cale le 17 septembre 1827 sous le nom d' Annibal, les travaux seront ralentis l'année suivante puis abandonnés. Ce n'est qu'en 1852 qu'une décision est prise de transformer ce navire en mixte, le chantier de ce navire set ainsi visité le 14 août 1853 par Théodore Ducos (1801-1855), le ministre de la Marine. Le 2 décembre 1853 un nouveau lancement est effectué, et le 24 mai 1854 ce navire est rebaptisé : Prince Jérôme. 
Octave François Charles Didelot prend le commandement du Prince-Jérôme, le 1er septembre 1854 qui est armé pour des essais à effectif réduit à 140 hommes, puis le 7 novembre à effectif complet, et atteint la vitesse de 10 nœuds lors des essais de vitesse le 14 novembre 1854 . Le 6 décembre 1854 il appareille de Lorient à destination de Toulon où il fait effectuer la réparation du coussinet arrière porte -hélice . Du 7 au 26 février 1855 le Prince Jérôme est utilisé comme transport de Toulon à Constantinople en mer Noire et à cette occasion remorque  l' Hercule. Du 4 au 5 mars 1854 il fait le trajet Constantinople à la baie de Kamiesch en Crimée, toujours avec sa remorque, et revient à Constantinople le 14 mars et à Toulon le 4 avril 1855. Le 7 juin il effectue un nouveau transport de troupes de Toulon à Constantinople et relâche à Kamiesch le 19 juin, avant de rentrer en France avec une escale au Pirée en Grèce le 30 juin et une arrivée à Toulon le 13 juillet 1855, et effectuer des réparations nécessaires sur les cylindres. Il quitte Toulon le 12 août 1855 en direction d'Alger emportant outre du matériel, 1 250 soldats, et 100 condamnés. Il repart le 18 et arrive à Toulon le 20 août. La semaine suivante il appareille pour Constantinople ou il arrive le 7 septembre 1855 avec 1 336 soldats, des munitions après une escale à Malte le 31 août. À son retour à Toulon le 5 octobre, il entre au bassin pour une visite qui aboutira à enlever l'arbre porte-hélice. Le "Loire", est sorti provisoirement du bassin pour laisser la place au navire de ligne Charlemagne. Il sortira pour une série d'essais le 7 février 1856, mais connaîtra une avarie de machines à son arrivée à Kamiesch le 9 avril 1856. Il repart le 17 avril emmenant 1 200 zouaves à Alger. ou il arrive le 8 mai 1856. Il part pour Malte du 15 au 17 mai, fait une escale au port du Pirée le 24 mai, et arrive à Kamiesch le 30 mai embarquant 1 213 soldats à destination de Marseille où il arrive le 19 juin, et repart le lendemain pour Toulon. Le 2 septembre 1856 son bâtiment escorte le roi Pierre V du Portugal, aux régates de Paço de Arcos, relevé par l'Austerlitz, Didelot et son navire quitte Lisbonne le 30 octobre à destination de Brest le 4 novembre où il entre en carénage. Réarmé le 25 février 1857, il quitte Brest à destination de Toulon le 28 mai 1857. Il va effectuer quatre sorties pour des exercices avec l'escadre aux Salins, à côté d'Aigues-Mortes entre le 23 juin et le 5 août 1857. Au mouillage à la Goulette en Tunisie le 31 août et à Barcelone le 18 septembre, il effectue du 7 au 21 octobre 1857 le voyage de Toulon à Brest avec la 2e Division comprenant l' Austerlitz, l' Ulm, et le Tourville, un navire de ligne de 90 canons à hélice lancé en 1853.
En 1858, le navire est en escadre avant d'être désarmé le 10 juin, puis placé en réserve le 22 août 1858. Le commandant Didelot est nommé sur l'Andromède fin 1858.
Le navire est enfin réarmé le 1er juin 1859 pour procéder à des essais, et effectue le 3 juin une sortie en compagnie du Colbert, une corvette à roues à aubes lancée en 1848. Il est en commission de port le 10 juin 1859. En 1860 il est réarmé au mois de juillet avec 200 hommes, puis versé de nouveau en réserve.
Le 18 juin 1862, le Prince Jérôme est réarmé en transport avec un effectif réduit. Le 28 août 1862, il embarque à Toulon 668 soldats du 67e de Ligne à destination d'Oran, port qu'il quitte le 5 septembre en direction du Mexique, mais le lendemain le feu se déclare  dans la membrure, entre les 3e et 7e sabords de la batterie basse. L'origine de l'incendie n'est trouvée et les 7 pompes parviennent à peine à circonscrire l'incendie qui continue lorsque le navire entre à Gibraltar, et se poursuivra jusqu'au 9 septembre. C'est la Dryade venant de Cherbourg qui récupère les passagers pour les emmener au Mexique. Du 26 au 28 septembre, le Prince Jérôme fait route vers Toulon pour réparer les dégâts. Il semble que la cause de l'incendie fut une fuite de vapeur du tuyau d'extraction qui aurait pourrit la muraille. Réparé, on retrouve le navire le 6 octobre 1862 à Naples avec à son bord le prince Napoléon et la princesse Clothilde, puis le navire est placé en réserve de 1re catégorie le 5 novembre 1862
En 1863-1864, il est en grand carénage, puis désarmé l'année suivante, sa puissance nominale étant alors ramenée à 530 ch, et le 19 septembre 1870 il est renommé le Hoche. Le 6 juin 1872, le navire est rayé des listes de la Flotte. Le bagne de Toulon étant surchargé, et le gouvernement souhaitant augmenter les déportations des insurgés, c'est le projet de l'ingénieur de 2e classe Vidal qui fut retenu le 27 septembre 1872 par le directeur des Constructions Navales, de transformer le Hoche en transport à voile pouvant embarquer 800 condamnés, 200 passagers libres, ainsi que 400 hommes d'équipage, dont les travaux débutèrent en octobre. Le navire est réinscrit sur les listes de la Flotte en qualité de transport à voiles et rebaptisé la Loire. Dans sa nouvelle affectation les prévisions en vivre sont  de 10 mois pour l'équipage, et les passagers, mais de 5 mois pour les condamnés. Les travaux sont achevés le 20 février 1873 et le navire est armé sous le commandement du capitaine de vaisseau : Louis Simon Jacques dit Lapierre (1815-1888).
Le navire quitte Toulon le 19 avril 1873 embarquant 1 352 personnes dont 415 hommes d'équipage, 287 colons dont 26 femmes et 18 enfants et 51 fantassins, 82 artilleurs ainsi que 650 transportés16 agents de surveillance. Le 27 avril 1873 le navire franchit le détroit de Gibraltar, et fait escale à Dakar y débarquant  la cinquantaine de fantassins de la Marine destinés à la colonie du Sénégal, du 9 au 11 mai 1873. Le 31 mai 1873 il était à hauteur de l'Île de la Trinité, et le 17 juillet un des transportés du nom de Nicolas Ecker, meurt en mer le 17 juillet 1873 , puis un second: Antoine Bardiaux le 23 juillet. Au cours de la traversée un incident notable arriva au navire par gros temps: la rupture de la barre du gouvernail, dont la  réparation est effectuée pendant l'ouragan. La Loire arriva à Nouméa le 23 juillet 1873, soit 92 jours après son départ de Toulon et 72 jours après son départ de Dakar.
Loire, repart le 21 août 1873 avec 411 hommes d'équipage et 83 passagers, double le Cap Horn le 15 septembre, et arrive à Brest le 1er décembre 1873, établissant un record de ce tour du monde en 165 jours.  Il est alors désarmé le 10 du même mois et de janvier à mars 1874 il est réaménagé afin de réduire la quantité de prisonniers embarqués au profit des passagers libres.
La Loire, est réarmée en avril 1874, sous le commandement du capitaine de vaisseau Adolphe Lucien Mottez. Le 18 mai 1874, elle est à Brest et embarque 280 forçats, et 50 déportés arabes à Quélern puis appareille. Elle arrive au mouillage de la rade de l' Île d'Aix, prenant à son bord 700 passagers dont 40 femmes et 320 déportés. Le 9 juin 1874, elle fait voiles vers Nouméa, c'est le 9e convoi de déportés qui fait escale à Santa Cruz de Tenerife, le 23 juin 1874 avant d'arriver à Nouméa le 16 octobre 1874 soit 129 jours après son départ de l'Île d'Aix. Elle repart pour la France le 10 novembre 1874, et fait escale à Sainte-Hélène  le 24 janvier 1875, apportant son  aide au capitaine du trois mâts Lamentin, qui craignant une révolte de ses passagers indiens demande au capitaine Mottez de lui faire escorte jusqu'à Fort-de-France où ils arrivent le 26 février, et la Loire reprend son chemin de retour le 1er mars et arrive à Brest le 26 mars, et entre en carénage.
Le 15 janvier 1876 elle est réarmée et passe sous le commandement du CV Michel Alexandre Salmon, avec un effectif de 409 hommes d'équipage, quittant Brest le 7 mars 1876 remorqué par le Valeureux avec 516 passagers et déportés c'est le 16e convoi de déportés et le 33e de transportés qui emporte 210 forçats, elle arrive le lendemain à l'Île d'Aix où elle reste au mouillage jusqu'au 17 mars à cause du mauvais temps, et repart remorquée par le Travailleur pour Nouméa qu'elle atteint le 21 juin 1876 après une escale à Santa Cruz de Tenerife le 28 mars 1876. Ce n'est que le 13 juillet 1876 que Loire appareille  de Nouméa en direction de Sydney en Australie pour une escale le 8 août, puis à Papeete à Tahiti le 11 septembre 1876 avant d'arriver à Brest le 29 novembre et de rentrer pour son radoub.
Cette opération achevée, le commandement de la Loire, est confiée le 1er mars 1877 au CV, Adolphe Dubrot, qui procède au réarmement de son navire et part pour l'Île d'Aix prendre en charge 360 forçats dont un décédera lors de la traversée. Elle fait escale à Tenerife le 9 mai 1877, et accoste à Nouméa le 6 août 1877. Il repart le 9 septembre embarquant ses 417 hommes d'équipage, plus 388 passagers dont 22 personnes à destination de Tahiti où il arrive le 29 septembre, parmi les personnalités débarqués relevons les noms de : monsieur Bouvier lieutenant d'Infanterie de Marine, monsieur Delusset sergent-major d'Infanterie de Marine, 10 soldats d'Infanterie de Marine, un  maréchal des logis, ainsi que 4 canonniers, monsieur Berard, maréchal des logis chef de Gendarmerie, monsieur Bienlet, magasinier de 1re classe, monsieur Ruban, ouvrier des Ponts et Chaussées, et deux religieux des frères de Ploërmel: Berho et Lesné. Elle repart le 3 octobre 1877,  fait escale à Sainte-Hélène le 4 décembre 1877 et arrive à Brest le janvier 1878 où elle est à nouveau désarmée et mise en carénage.

## Commandants
- "Prince Jérôme":
  - Octave François Charles Didelot (1812-1886), capitaine de vaisseau de 1853 à 1858[6]
- "Hoche" (1870-1871)
- "Loire" (1872-1896)
  - Louis Simon Jacques dit Lapierre (1815-1888), capitaine de vaisseau du 20 février 1873 à mars 1874[7]
  - Adolphe Lucien Mottez (1822-1892), capitaine de vaisseau d'avril 1874 à décembre 1875
  - Michel Alexandre Salmon (1824-1886), capitaine de vaisseau du 15 janvier 1876 au 28 février 1877
  - Adolphe Dubrot (1825-1895) du 1er mars 1877 à ?
  -  Alexandre Marie du Crest de Villeneuve (1813-1892), du 10 juillet 1878 à ?
  - Edmond Félix Prouhet (1834-1922), commandant du Loire en 1884
  - Charles Édouard de La Jaille (1836-1925), capitaine de vaisseau en 1887 au Tonkin à 21 mars 1889
  - Raymond Dufayot de la Maisonneuve (1848-1914), capitaine de vaisseau du 21 mars 1889

## Personnalités ayant servi ou reçu à son bord
- Henri de Cacqueray de Saint-Quentin (1867-1938), (VA en 1927),  enseigne de vaisseau à bord en 1893 en Cochinchine[8] , [9]
- Victor Maurice Fontaine (1857-1933), comme enseigne de vaisseau à  bord du "Loire", de 1878-1879.
- Alphonse Guillou (1852-1935), jeune enseigne de vaisseau à son bord en 1879, et futur amiral de la flotte, était également un artiste peintre.
- Nicolas II le 7 avril 1891 reçu à bord pour une réception à Saïgon
- La princesse Marie-Clotilde de Savoie avec son époux le prince Napoléon-Jérôme Bonaparte, à Naples le 6 octobre 1862.